# Дубравка Шуица
Дубравка Шуица (на хърватски: Dubravka Šuica) е хърватски политик от партията Хърватска демократична общност.
Родена е на 20 май 1957 година в Дубровник в работническо семейство. През 1981 година завършва английска и немска филология в Загребския университет, след което работи в Дубровник като учителка. През 2001 – 2009 година е кмет на града, неколкократно е избирана за депутат. През 2013 – 2019 година е депутат в Европейския парламент. От 1 декември 2019 година е заместник-председател на Европейската комисия и еврокомисар за демокрацията и демографията в Комисията „Фон дер Лайен“.